# Amphiorycteropus
Amphiorycteropus — вимерлий рід ссавців родини Orycteropodidae у складі Tubulidentata. Рід відомий зі скам'янілостей, датованих періодом від середнього міоцену до раннього пліоцену, знайдених в Африці, Азії та Європі.

## Види
Визнано п'ять видів:
- Amphiorycteropus abundulafus (Lehmann, Vignaud, Likius & Brunet, 2005) [2] — пізній міоцен Чаду
- Amphiorycteropus mauritanicus (Arambourg, 1959) [3] — пізній міоцен Алжиру
- Amphiorycteropus browni (Colbert, 1933) [4] — середній і пізній міоцен Пакистану
- Amphiorycteropus depereti (Helbing, 1933) [5] — ранній пліоцен Франції
- Amphiorycteropus gaudryi (Major, 1888) [6] — пізній міоцен Греції та Туреччини

Інші два види віднесено до роду тимчасово, поки не буде знайдено новий матеріал і підтверджено спорідненість:
- Amphiorycteropus pottieri (Ozansoy, 1965) [7] — пізній міоцен Туреччини
- Amphiorycteropus seni (Tekkaya, 1993) [8] — середній міоцен Туреччини